# تقبيل فايروس كورونا (قصة)
تقبيل فايروس كورونا (بالإنجليزية: Kissing the Coronavirus) هي قصة قصيرة رومانسية لعام 2020 كتبها إم.جي. إدواردز (بالإنجليزية M.J. Edwards) ونشرتها فايرال إيروتيكا(بالإنجليزية Viral erotica). تم وضع الكتاب على خلفية جائحة كوفيد-19 ويمثل الرواية الأولى للمؤلفة التي يشار إليها باسمها المستعار باسم إم جي إدواردز. الرواية مبنية على عالم طبيب يقع في نهاية المطاف في حب فيروس كورونا الخطير بدلاً من علاج الفيروس. جذبت اهتمامًا دوليًا واسعًا بعد إصدارها رقميًا عبر أمازون اعتبارًا من 22 أبريل 2020.
وتم فتح باب المراجعات عليها على موقع أمازون حيث حظيت بأكثر من 170 مراجعة على الموقع.

## ملخص
تم تكليف الدكتورة أليكسا أشينجتونفورد، وهي عالمة بارزة في فريقها، بمهمة شاقة تتمثل في إيجاد دواء وعلاج لفيروس كورونا الجديد. ومع ذلك، تنقلب الأمور رأسًا على عقب حيث تقع الطبيبة العالِمة في حب الفيروس .

## عمل
تم الكشف عن أن الكاتبة نشرت قصة قصيرة مبنية على كوفيد-19 في محاولة لسداد الفواتير بعد أن فقدت وظيفتها أثناء الجائحة. نُشرت القصة القصيرة في حوالي 16 صفحة وبحجم 184 كيلوبايت. تم إعداد القصة القصيرة في البداية بالتنسيق الرقمي ككتاب إلكتروني وهي متاحة حاليًا على مستوى العالم من خلال موقع أمازون فقط كنسخة رقمية. لم يصدر بعد كنسخة ورقية ملموسة. من المتوقع أن تكون القصة القصيرة من أكثر الكتب مبيعًا بعد التعليقات الإيجابية من الجمهور على جودريدس.